# J. D. Overdrive
J. D. Overdrive (dawniej Jack Daniels Overdrive) – polski zespół muzyczny wykonujący muzykę, będącą połączeniem southern i stoner metalu, założony w styczniu 2007 roku w Katowicach.

## Muzycy
Obecny skład zespołu
- Wojtek 'Suseł' Kałuża - wokal (od 2007)
- Michał 'Stempel' Stemplowski - gitara (od 2007)
- Łukasz 'Jooras' Jurewicz - perkusja
- Marcin 'Stasiu' Łyźniak - gitara basowa (od 2013)

Byli członkowie zespołu
- Łukasz 'Peo' Pomietło – gitara basowa (2008-2013)
- Tomasz 'Tommy' Cedzyński – gitara basowa
- Kuba 'Oldboy' Pawlewski – gitara basowa (2007–2008)
- Maciek 'Luksus' Rutkowski – perkusja
- Grzegorz Klimas – gitara basowa

## Historia
Zespół J. D. Overdrive (wcześniej znany jako Jack Daniels Overdrive) został założony przez gitarzystę Michała „Stempla” Stemplowskiego, który początkowo z perkusistą Maciejem „Luksusem” Rutkowskim pracował nad materiałem grupy. Wkrótce do składu dołączył basista Kuba „Oldboy” Pawlewski, natomiast w sierpniu 2007 roku dołączył wokalista Wojciech „Suseł” Kałuża. W marcu 2008 roku nagrany został debiutancki materiał zespołu - EP „Pure Concentrated Evil”.
W październiku 2008 roku z zespołem rozstał się basista Kubą „Oldboyem” Pawlewskim z przyczyn osobistych. Od tego momentu w zespole grał muzyk sesyjny Łukasz „Peo” Pomietło, który niedługo później dołączył do składu na stałe. Zespół zadebiutował na scenie grając z Jesus Chrysler Suicide, następne dwa koncerty odbyły się z Beatallicą. W styczniu 2010 roku zespół zmienił nazwę z Jack Daniels Overdrive na J. D. Overdrive - zostało to podyktowane otrzymaniem oficjalnego pisma, w którym to właściciel marki Jack Daniel’s domagał się zaprzestania użytkowania nazwy Jack Daniels Overdrive. W maju 2011 roku ukazało się pełnowymiarowe wydawnictwo muzyczne zespołu zatytułowane "Sex, Whiskey & Southern Blood".
Zespół supportował takie zespoły jak Down (2009, 2013), Beatallica, Black Label Society, Whitesnake, Soulfly, Europe, Blood Ceremony, czy Tim "Ripper" Owens.
Rok 2012 zespół poświęcił na granie koncertów (wystąpił m.in. w programie Kuba Wojewódzki 24 kwietnia) i tworzenie materiału na następną płytę.
Drugi longplay J. D. Overdrive, zatytułowany "Fortune Favors The Brave" ukazał się w Polsce 13 maja 2013 roku nakładem Metal Mind Productions. Premierę europejską miał miejsce 27 maja 2013 roku, natomiast w Stanach Zjednoczonych album pojawił się na sklepowych półkach 2 lipca 2013 roku.
W październiku 2013 stanowisko basisty obejmuje Marcin 'Stasiu' Łyźniak, który udzielał się już podczas koncertów zespołu jako muzyk sesyjny. Tym samym grupa zakończyła współpracę z Łukaszem "Peo" Pomietło.
"The Kindest of Deaths" - trzeci album Katowiczan ukazuje się w Europie 13 kwietnia 2015, a na terenie Stanów Zjednoczonych 5 maja 2015 roku nakładem Metal Mind Productions. Nad produkcją i nagraniem czuwał Piotr Gruenpeter, znany ze współpracy z takimi zespołami jak Behemoth, Major Kong czy Belzebong.
31 października 2016 roku zespół zdecydował się wypuścić własnym nakładem split z wrocławskim kolektywem Palm Desert. Na tym albumie, zatytułowanym "Rusted Into Oblivion" znalazło się osiem utworów; cztery skomponowane i nagrane przez J. D. Overdrive; cztery spod szyldu Palm Desert.
Czwarty album długogrający muzycy ponownie nagrali pod okiem Piotra Gruenpetera. Instrumenty zarejestrowano w dolnośląskim Monochrom Studio, a partie wokalne w sosnowieckim Satanic Audio. Płyta, zatytułowana "Wendigo" ukazuje się 20 października 2017 roku w Europie oraz 9 grudnia 2017 roku w Stanach Zjednoczonych.
Zespół zakończył działalność w listopadzie 2022 roku, wydając rok wcześniej swój pożegnalny album, zatytułowany "Funeral Celebration".

## Dyskografia
- Pure Concentrated Evil 2008, EP[2]
- Sex, Whiskey & Southern Blood 2011, LP[3]
- Fortune Favors The Brave 2013, LP[4]
- The Kindest of Deaths 2015, LP[5]
- Rusted Into Oblivion 2016, Split Album z Palm Desert
- Wendigo 2017, LP
- Funeral Celebration 2021, LP